# کوبیدن بر در بهشت (فیلم ۲۰۱۴)
«کوبیدن بر در بهشت» (انگلیسی: Knocking on Heaven's Door (2014 film)) یک فیلم است که در سال ۲۰۱۴ منتشر شد.